# Ramón Daumal Serra
Ramón Daumal Serra (* 3. April 1912 in Badalona bei Barcelona, Spanien; † 10. Februar 2008 in Barcelona) war ein spanischer römisch-katholischer Geistlicher und Weihbischof in Barcelona.

## Leben
Ramón Daumal Serra studierte Philosophie und Katholische Theologie am Priesterseminar in Barcelona sowie an der Päpstlichen Universität Comillas. Er empfing am 30. Juli 1939 die Priesterweihe und war zunächst in der Seelsorge tätig. Er hatte engen Kontakt mit dem Mediziner und Geistlichen Pere Tarrés i Claret und war Mitbegründer der Unión Sacerdotal de Barcelona. 1968 wurde er Pfarrer und Dekan einer der größten und einflussreichsten Pfarrgemeinden Spaniens, der Parroquia de la Purísima Concepción in Barcelona. 
Am 22. Oktober 1968 ernannte ihn Papst Paul VI. zum Titularbischof von Mathara in Proconsulari und zum Weihbischof im Erzbistum Barcelona. Die Bischofsweihe spendete ihm der Apostolische Nuntius in Spanien und spätere Kurienkardinal Luigi Dadaglio am 14. Dezember desselben Jahres in der Basilika Santa Maria del Mar in Barcelona; Mitkonsekratoren waren der Erzbischof von Barcelona und spätere Kardinal Marcelo González Martín und sein Amtsvorgänger, Erzbischof Gregorio Modrego y Casaus. 
Am 30. Oktober 1987 nahm Papst Johannes Paul II. das altersbedingte Rücktrittsgesuch von Ramón Daumal Serra an.